# Hadena plumasata
Hadena plumasata är en fjärilsart som beskrevs av John S. Buckett och Bauer 1967. Hadena plumasata ingår i släktet Hadena och familjen nattflyn. Inga underarter finns listade i Catalogue of Life.